# Mayor Cup
La Mayor Cup (in russo Кубок мэра?) è una corsa in linea maschile di ciclismo su strada che si disputa a Mosca, in Russia, ogni anno nel mese di maggio. Nel 2005 è stata inserita nel calendario dell'UCI Europe Tour come evento di classe 1.2.

## Albo d'oro
Aggiornato all'edizione 2015.
| Anno | Vincitore         | Secondo             | Terzo               |
| ---- | ----------------- | ------------------- | ------------------- |
| 2005 | Ivan Terenine     | Alexander Gottfried | Normunds Lasis      |
| 2006 | Normunds Lasis    | Aleksejs Saramotins | Ėduard Vorganov     |
| 2007 | Denis Galimzjanov | Aleksandr Mironov   | Aleksejs Saramotins |
| 2008 | Timofej Krickij   | Anatoliy Yugov      | Evgenij Rešetko     |
| 2009 | Michail Antonov   | Valery Valynin      | Sergej Ščerbakov    |
| 2010 | Žolt Der          | Aleksandr Porsev    | Ivan Kovalëv        |
| 2011 | Ivan Stević       | Dmitrij Kosjakov    | Dmitrij Samokhvalov |
| 2012 | Igor' Boev        | Andi Bajc           | Vjačeslav Kuznecov  |
| 2013 | Vitalij Buc       | Maksim Pokidov      | Yurij Agarkov       |
| 2014 | Sergey Lagutin    | Andris Smirnovs     | Maris Bogdanovics   |
| 2015 | Sergiy Lagkuti    | Denys Kostjuk       | Siarhei Papok       |
| 2016 |                   |                     |                     |